# Vindza
Vindza ist ein Ort und der gleichnamige Distrikt im Departement Pool im Süden der Republik Kongo.

## Geographie
Der Ort liegt westlich des Flusses Kongo und abseits der Hauptstraßen N2 und der N1 im Süden. Im Osten des Gebiets erstreckt sich das Lefini Hunting Reserve und im Norden schließt sich das Departement Plateaux sowie im Westen das Departement Lékoumou an. Der Ort liegt auf einer Höhe von ca. 474 m. Bei der Volkszählung im Jahre 2023 hatte Vindza etwa 1799 Einwohner.

## Geschichte
2012 wurde Aimé Emmanuel Yoka Abgeordneter der Provinzregierung für Vindza.